# Матч всех звёзд НХЛ 1961
15-й матч матч всех звёзд НХЛ прошел 7 октября 1961 года в Чикаго.
По шайбе у «звезды» забросили нападающие «Детройт Ред Уингз» Алекс Делвеккио и Горди Хоу. Для Хоу его шайба стала шестой в матчах всех звёзд.